# Egesina bhutanensis
Egesina bhutanensis là một loài bọ cánh cứng trong họ Cerambycidae.